# Duschara

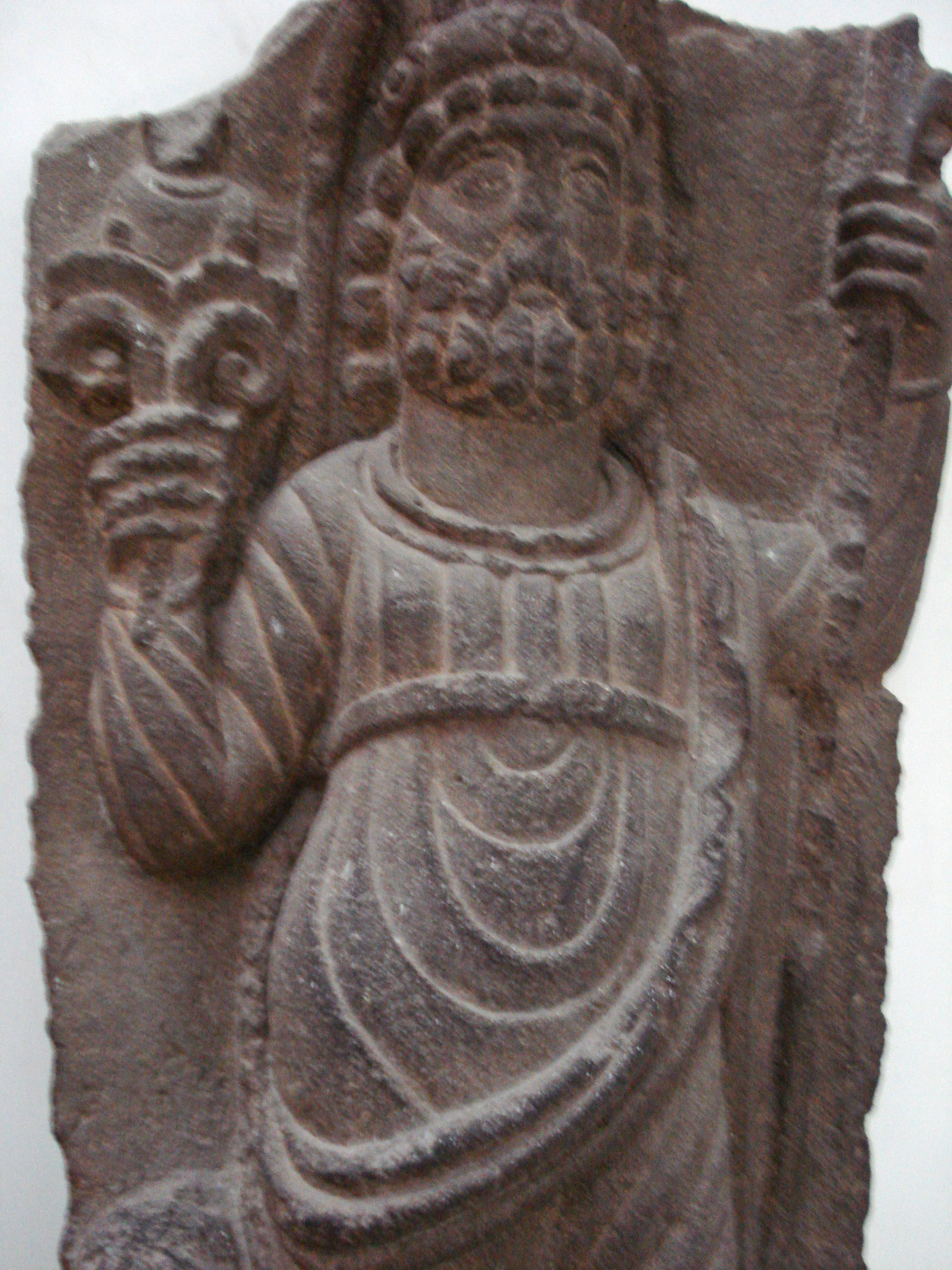
Dushara (aus Südsyrien, heute im Nationalmuseum Damaskus)

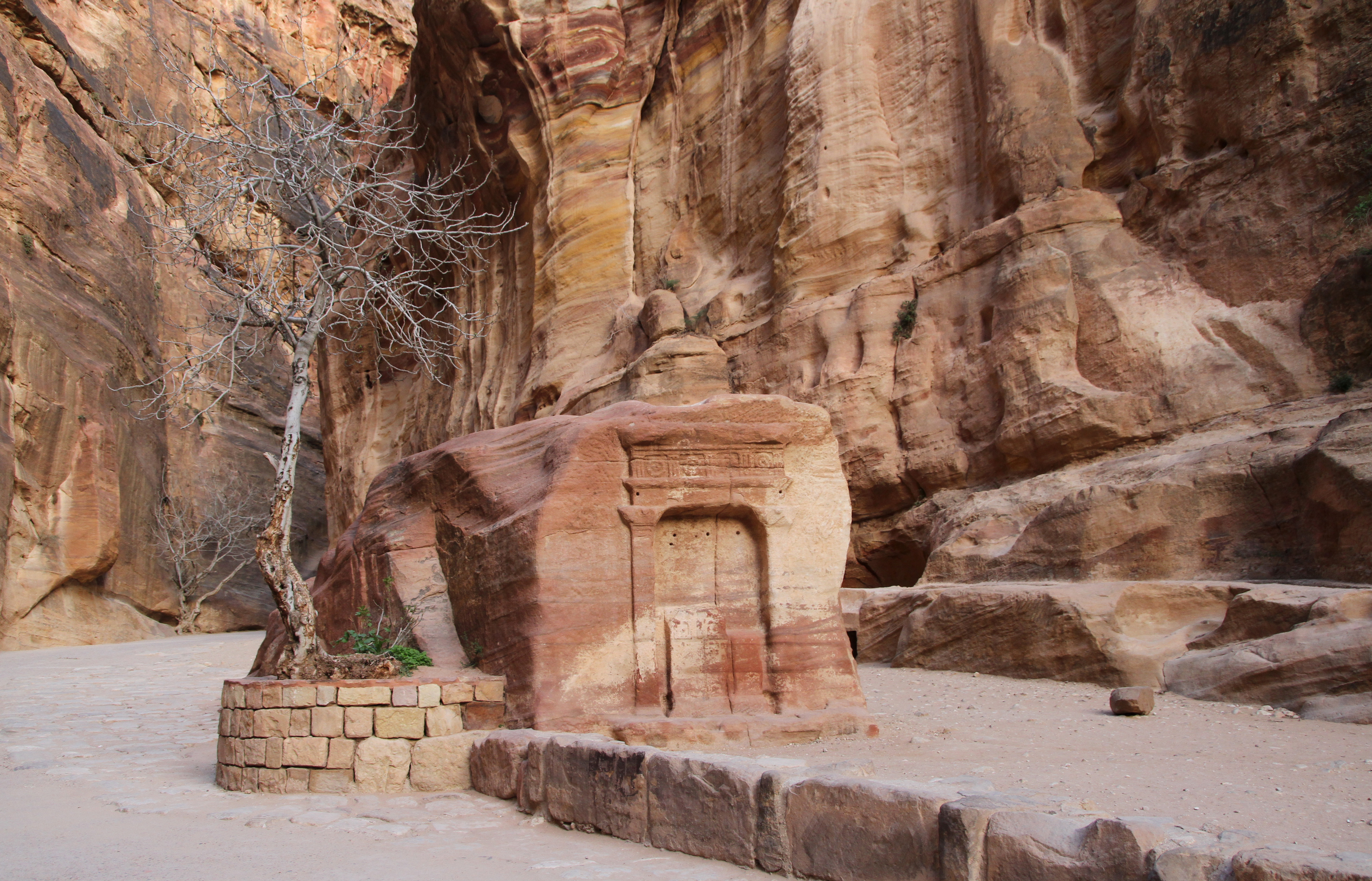
Baitylos des Dushara im Siq von Petra

Dushara (nabatäisch dwšrʾ; arabisch ذو الشرى, DMG Ḏū š-Šarā ‚Der von Schara‘ oder „Herr von Schara“; griechisch Δουσάρης; lateinisch Dusares) war der Hauptgott der Nabatäer in Petra.
Seine Frau war die Göttin Allat. Laut Suidas war sein Idol ein vier Fuß hoher schwarzer Quader auf einem goldenen Sockel. Epiphanius (4. Jh.) berichtet, dass der Gott aus diesem Kultstein (Baitylos) namens Chaabu (Χααβοῦ) geboren sei, der gleichsam seine Mutter sei. Der Name wird entweder zu arab. kaʿba „Würfel“ (siehe auch: Kaaba) oder ḥawwāʾ „Eva“ gestellt. Letztere wäre dann eine Muttergöttin gewesen.
Die durch ihre Idole repräsentierten nabatäischen Götter wurden in ihrer Herkunftskultur nicht bildlich dargestellt. Erst im Einflussbereich der griechischen und der römischen Kultur begann man Statuen des Gottes herzustellen. Dushara verschmolz im Laufe der Geschichte mit Dionysos. In Puteoli, wo eine nabatäische Handelsniederlassung bestand, zu der auch ein Dusares-Tempel gehörte, trug sein Altar die Inschrift „DUSARI SACRUM“ (lat.: „heilig dem Dusares“).
Der Gott wurde auch in safaitischen und thamudischen Inschriften erwähnt.